# Jan Amos Comenius

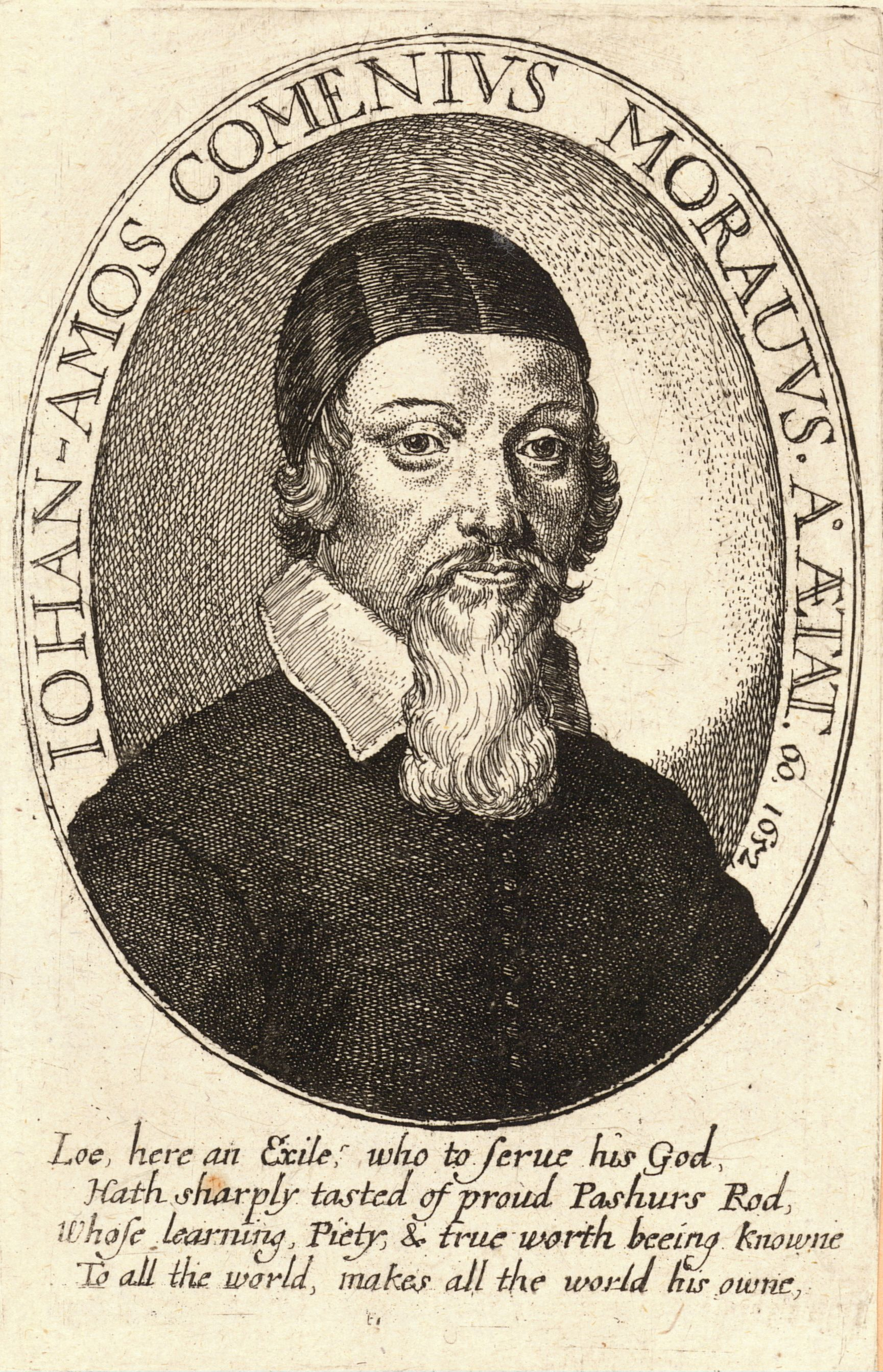
Comenius door Wenceslas Hollar

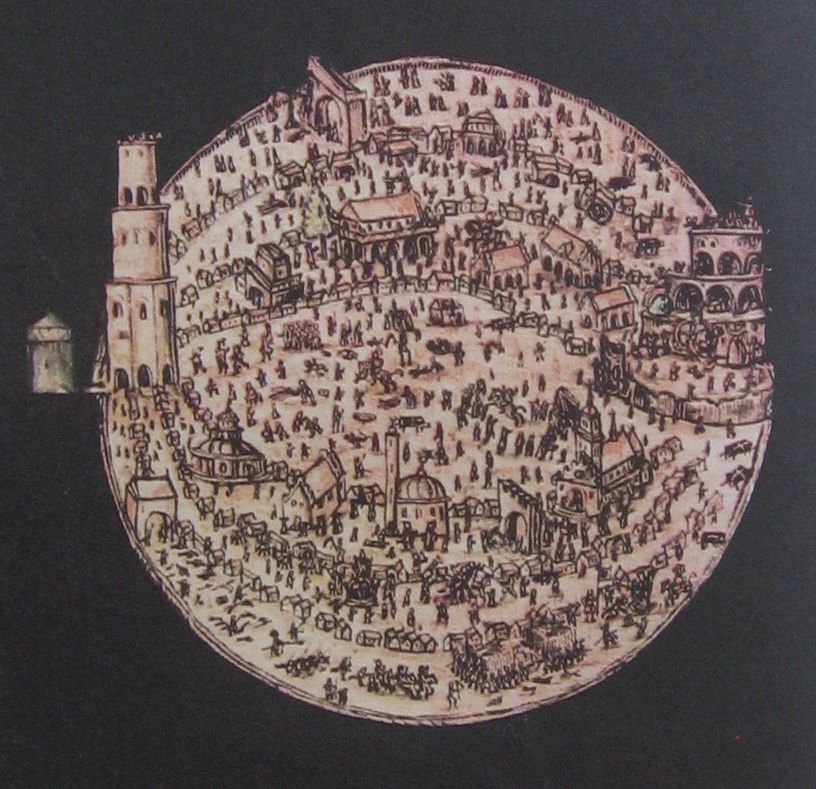
Het labyrint der wereld

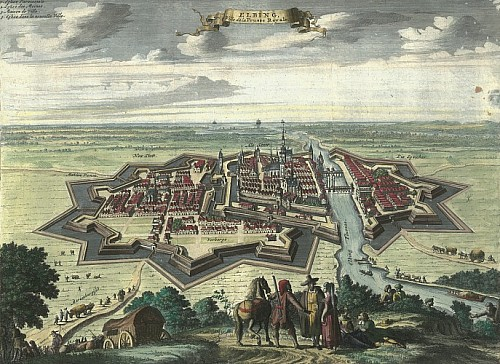
Elbing

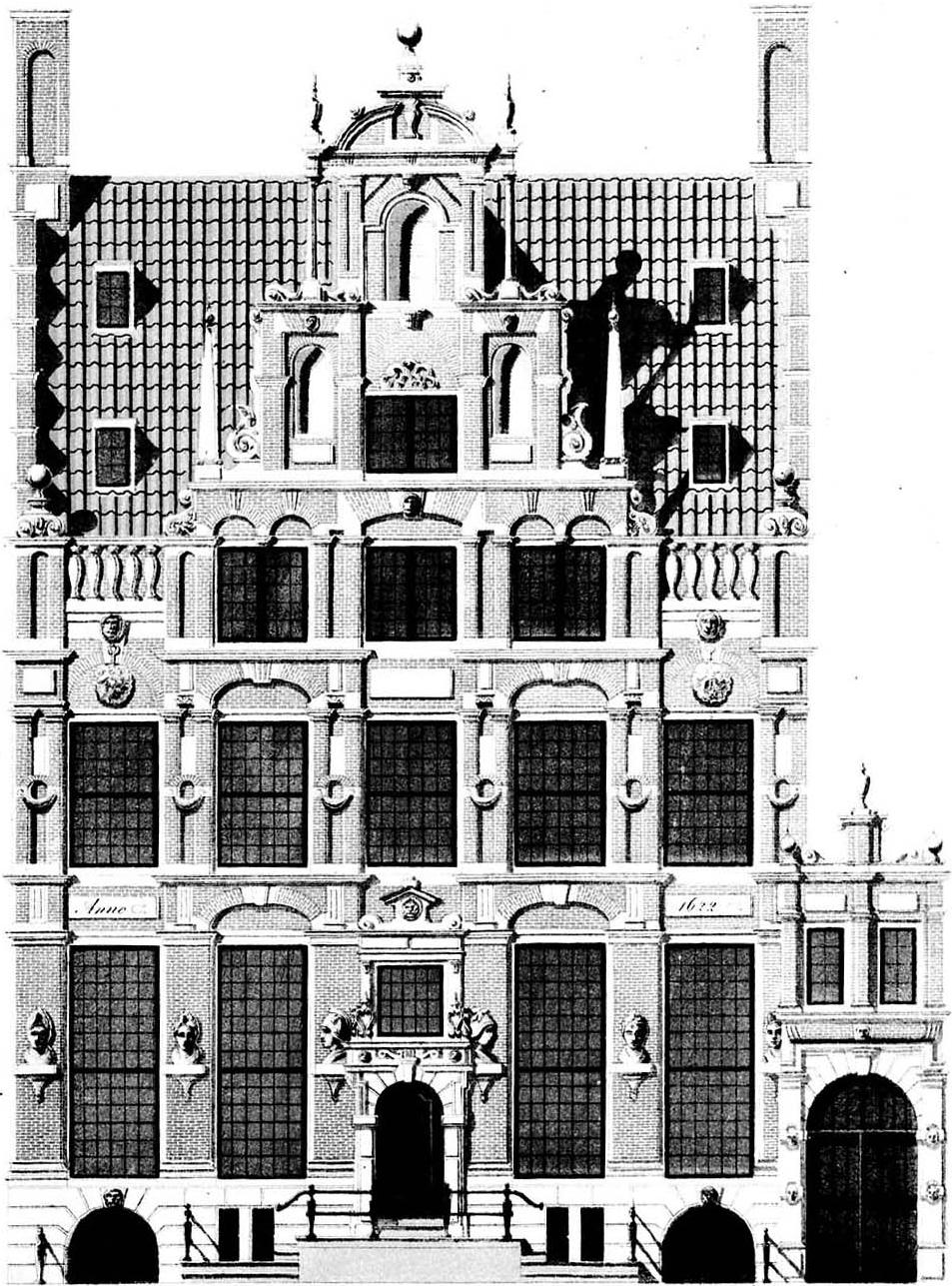
Het huis met de hoofden

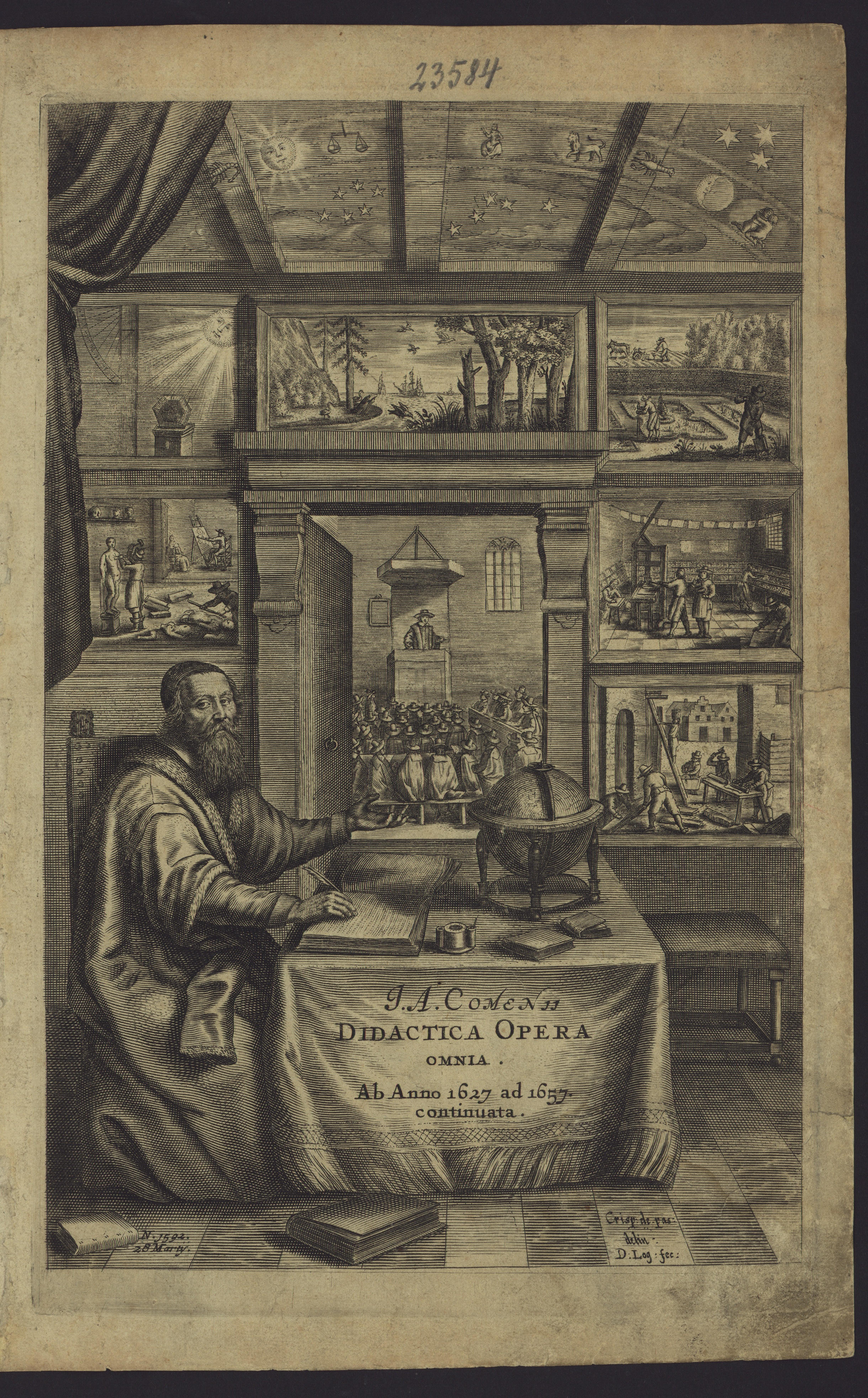
Comenius in zijn werkkamer

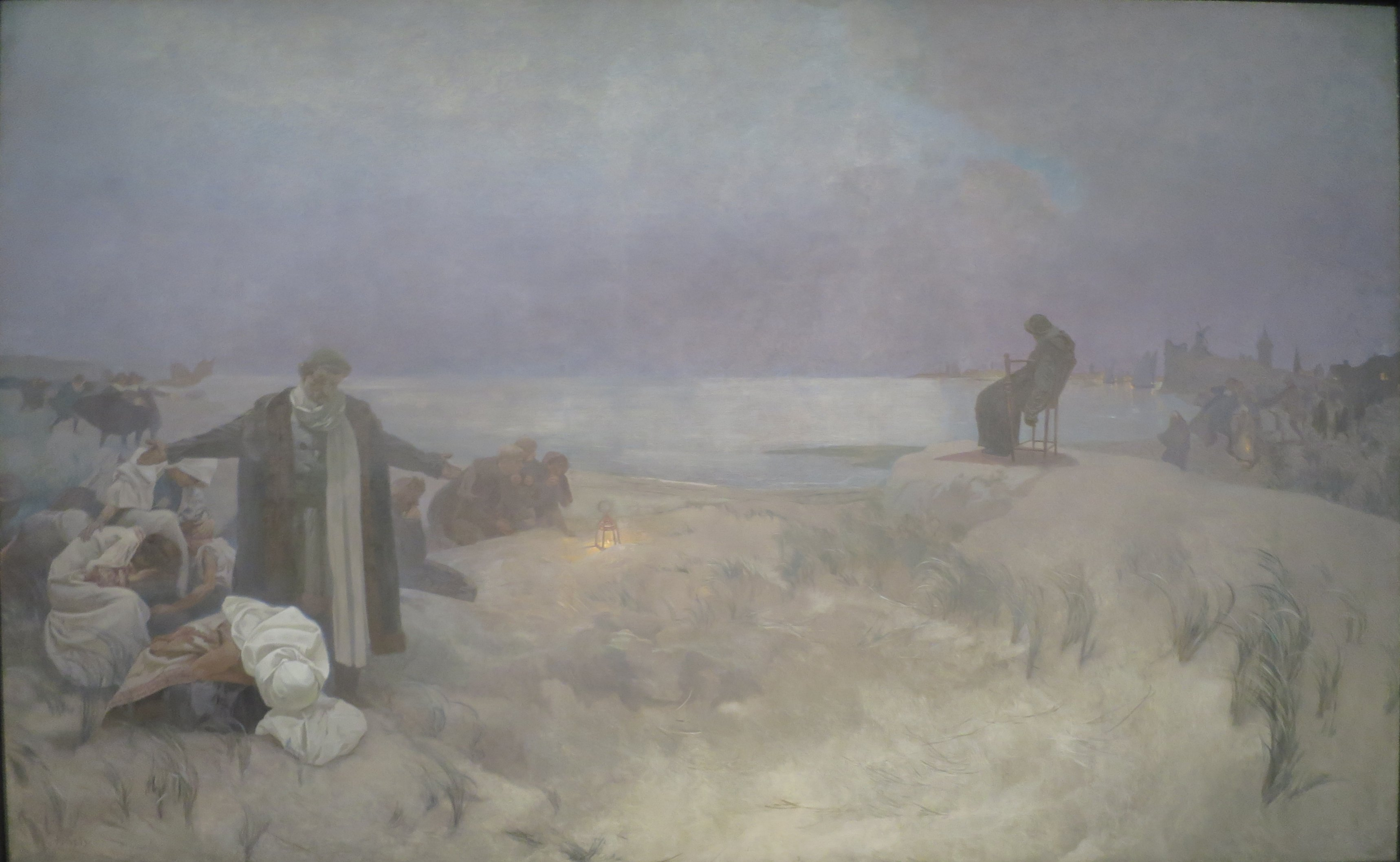
Alfons Mucha, Slavisch Epos nr. 16. Jan Amos Comenius: Laatste dagen in Naarden - Een sprankje hoop (1918)

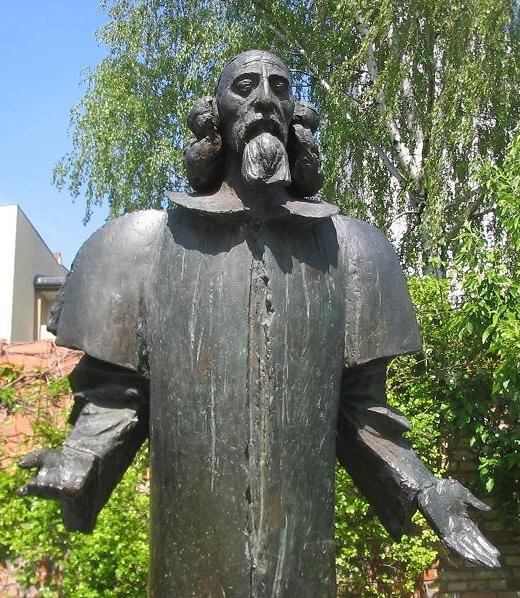
Standbeeld door Josef Vajce in de Comeniustuin, Neukölln, (Berlijn)

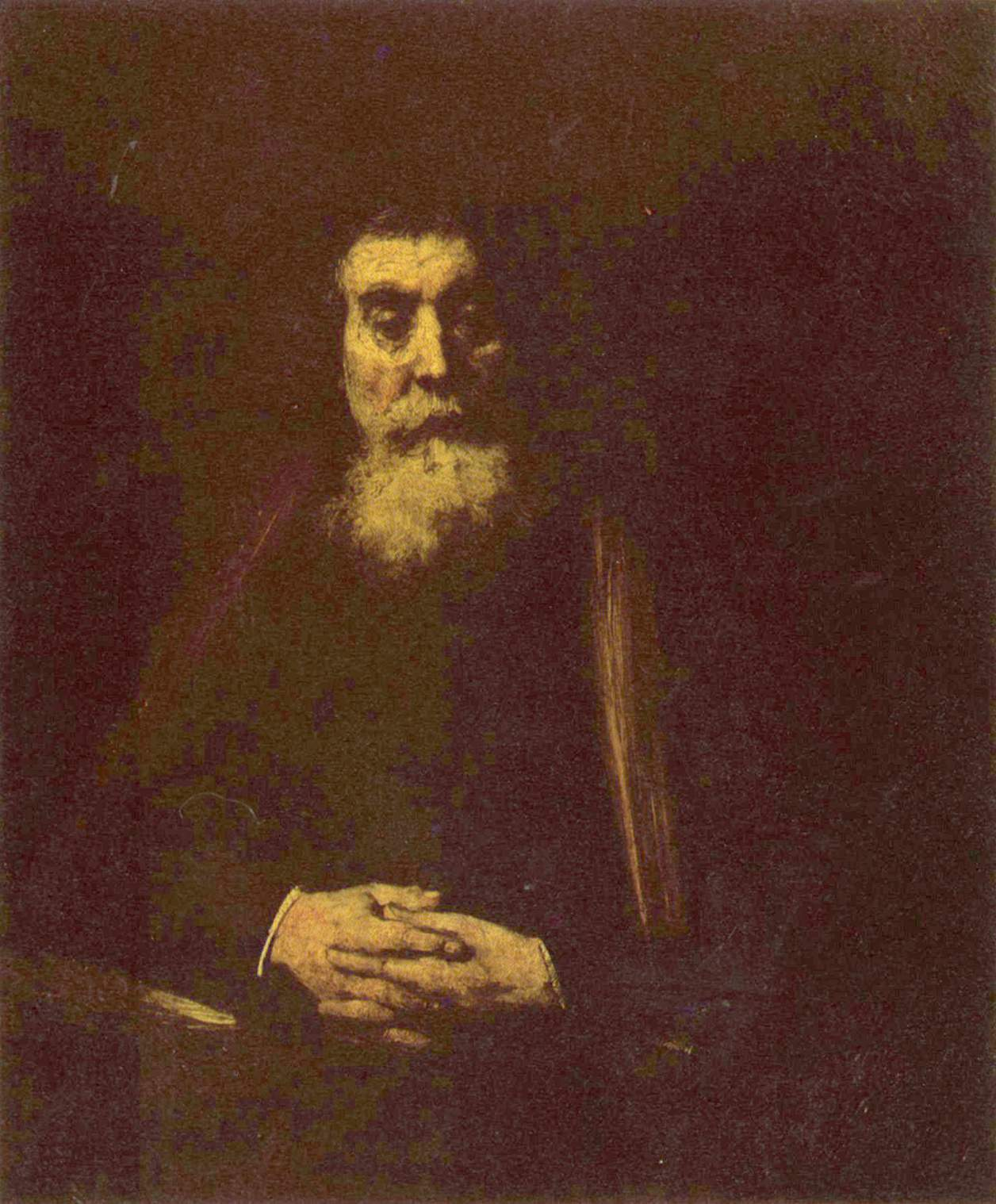
Comenius? door Rembrandt van Rijn

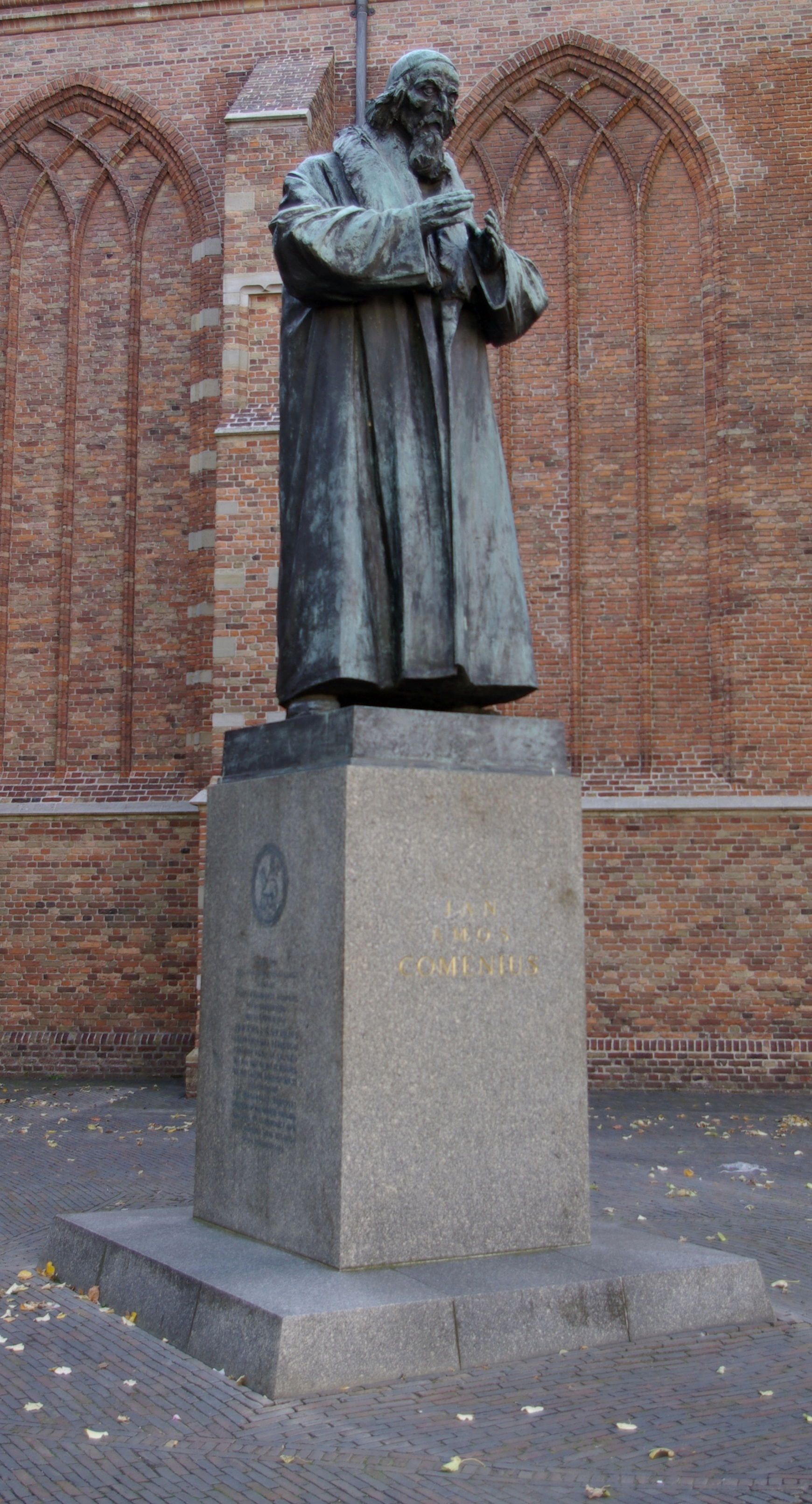
Standbeeld van Comenius naast de Grote Kerk te Naarden.

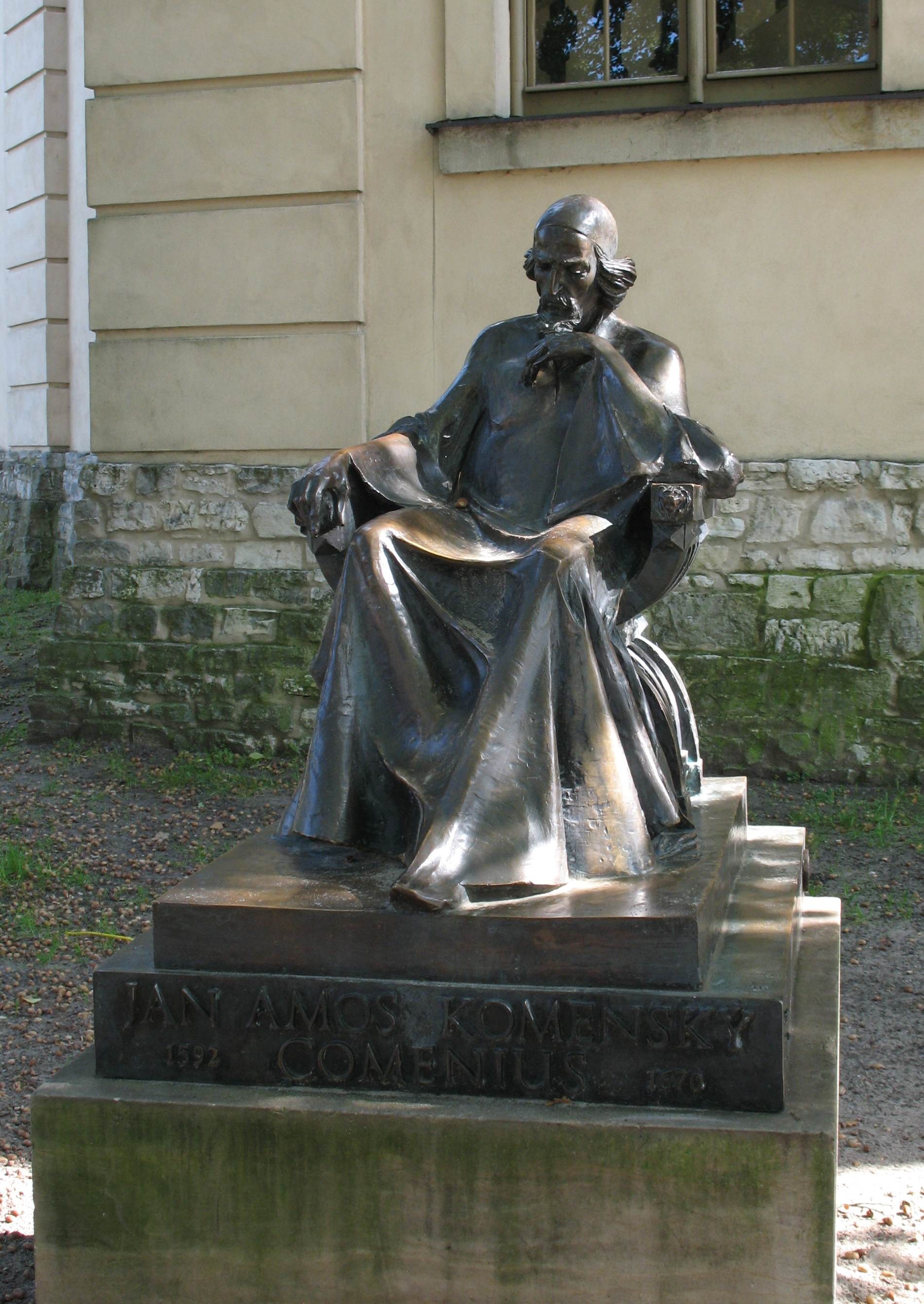
Standbeeld in Potsdam (Babelsberg)

Jan Amos Komenský (gelatiniseerd als Comenius) (Moravië, 28 maart 1592 – Amsterdam, 15 november 1670) was een Moravische theoloog, filosoof, hervormer, pansofist en pedagoog. Comenius pleitte voor onderwijs aan iedereen, zowel aan jongens als aan meisjes en van alle standen. Hij schreef leerboeken en ontwierp een nieuw schoolsysteem voor Polen, Zweden en Hongaren. Comenius pleitte bij invloedrijke vrienden voor onafhankelijkheid van zijn vaderland maar bleef een conservatieve Europeaan met een humanistische kijk.

## Levensloop
Comenius werd geboren in Oost-Moravië, thans een deel van Tsjechië. Zijn exacte geboorteplaats is niet bekend; het zou Nivnice, Komňa of Uhersky Brod geweest kunnen zijn. Zijn vader was afkomstig uit Komňa, van beroep molenaar, en lid van de protestantse Moravische Gemeenschap. Op 12-jarige leeftijd (1604) was Jan wees. Hij werd opgenomen door een familielid in Strážnice. Comenius kreeg een goede opleiding in Přerov (1608) en nam Amos aan als tweede naam. Comenius studeerde vervolgens theologie en filosofie in Herborn (1611) en Heidelberg (1613).
In 1614 erfde hij het boek De revolutionibus orbium coelestium,  van de hand van Copernicus. Na een vierjarig verblijf in Duitsland keerde hij terug naar zijn geboortegrond en werd rector in Přerov. Comenius vertrok in 1618 naar het Silesische Fulnek om daar te worden aangesteld als leraar.
Na de Slag op de Witte Berg in 1620 verloren de protestanten al hun rechten. Ze werden onderdrukt, gedwongen te katholiseren of te emigreren. Comenius trok van hot naar her; zijn achtergebleven vrouw en twee kinderen stierven aan de pest. In 1628 vestigde deze asielzoeker "avant la lettre" zich in Leszno in Polen. Zijn verblijf aldaar en zijn onderzoek maakte hem in heel Europa beroemd. Comenius kreeg zelfs een uitnodiging om in de Nieuwe Wereld te komen werken.
Comenius is destijds ondersteund door Karel de Oudere van Zerotein. Aan hem droeg hij op zijn "Het labyrint der wereld en het paradĳs des harten: dat is, eene heldere beschrĳving hoe in deze wereld en al hare aangelegenheden niets heerscht dan dwaling en verwarring, onzekerheid en nood, leugen en bedrog, angst en ellende, en ten laatste afkeer van alles en vertwijfeling; maar hoe hij, die zich met God den Heer alleen in de woonstede zĳns harten binnensluit, zelf tot waren en vollen vrede des gemoeds en tot blĳdschap komt", (1628) waarin hij zich de wereld voorstelde als een stad waarvan de straten de verschillende stromingen in de maatschappij vertegenwoordigen.
Tot 1632 schreef Comenius voornamelijk in het Tsjechisch. Comenius verhuisde in 1638 naar Elbing in Zweeds Pommeren. Hij kwam daar in contact met Samuel Hartlib, die hem naar Engeland uitnodigde. Comenius verbleef daar in 1641/42 en leerde de Schotse John Dury kennen. Comenius startte een project om de Noord-Amerikaanse indianen te ontwikkelen. Louis de Geer stelde hem al in 1638 voor aan Axel Oxenstierna, de Zweedse rijkskanselier. Toen Comenius er in 1642 niet in was geslaagd een schoolsysteem voor het Koninkrijk Zweden (1523-1814) op te zetten, werd hij ontslagen, maar met behoud van salaris.
In 1642 bezocht hij René Descartes in het door hem gehuurde kasteel Endegeest bij Leiden. De twee mannen gingen na vier uur filosoferen uiteen, elk met de gedachte dat de ander het bij het verkeerde eind had. Comenius was een holist en een aanhanger van het chiliasme; Descartes een aanhanger van het dualisme, die Comenius' vermenging van filosofie en theologie niet kon waarderen. Daarna vertrok Comenius opnieuw naar Elbing waar hij tot bisschop werd benoemd van de Moravische broedergemeenschap. Tussen 1650 en 1654 bevond hij zich in Sárospatak, dat destijds tot Transsylvanië behoorde. Comenius schreef in Hongarije een bestseller, een encyclopedie in het Latijn met afbeeldingen, maar bedoeld voor kinderen.
In 1656 werd zijn huis door Poolse partizanen in brand gestoken omdat hij de kant van Karel X van Zweden koos in de Zweeds-Poolse Oorlog. Comenius kreeg asiel in Amsterdam, op voorspraak van zijn beschermheer Louis de Geer die hem enige tijd bij hem thuis liet inwonen. In deze periode vormde het Huis met de Hoofden een gastvrij ontmoetingspunt van vrijdenkers, die in het tolerante Amsterdam een veilige haven vonden. Comenius verzorgde onderwijs aan Pieter de Graeff, Nicolaas Witsen en zijn neef Johann Theodor Jablonski. Zowel vader Louis als zoon Laurens de Geer ondersteunden studie en publicaties van dissidente schrijvers en filosofen en realiseerden in hun huis een veelzijdige bibliotheek, onder meer ten behoeve van het werk van Comenius, die eerder door zijn roerige levensomstandigheden al twee keer eerder zijn boeken verloor.
In Amsterdam stond Comenius aan het hoofd van een kleine Tsjechische drukkerij en uitgeverij mogelijk gevestigd op Prinsengracht 415. Vanaf 1662 was hij ook "buitengewoon" lid van het boekdrukkersgilde.
Comenius verhuisde in een onbekend jaar naar een pand genaamd "In de Witte Lam" aan de Egelantiersgracht te Amsterdam. Hij overleed op 15 november 1670, maar werd om nog niet opgehelderde redenen begraven in de vestingstad Naarden. Zijn graf is in de 20ste eeuw getraceerd in de voormalige Waalse Kerk, welke lang onderdeel was van de voormalige Weeshuiskazerne in Naarden. Deze ruimte werd een mausoleum dat jaarlijks bezocht wordt door enkele duizenden Tsjechen, Slowaken, Polen en andere in Comenius geïnteresseerden.

### Comeniusmuseum
Sinds 1993 bevindt zich in het naast het mausoleum gelegen pand aan de Kloosterstraat het Comeniusmuseum. Hier bevindt zich een permanente tentoonstelling waarin aandacht besteed wordt aan leven en werken van Comenius. Ook vinden wisselende tentoonstellingen plaats die te maken hebben met zijn leven en werk. Museum en Mausoleum worden beheerd door de Stichting Comenius Museum, die ook rond de geboortedag van Comenius (28 maart) elk jaar de Comeniusdag organiseert.

### Comeniusdag
De Comeniusdag kent een programma met voordrachten, waarin historische en actuele aspecten van theologie, filosofie en pedagogiek elkaar afwisselen, meestal omlijst met uitvoeringen van Tsjechische muziek. Sinds 2012 wordt tijdens deze bijeenkomst ook de Comeniusprijs uitgereikt aan een persoon die actief is naar het grote publiek op een manier waarbij de werkterreinen van Comenius in hun samenhang naar voren komen. De Comeniusprijs is geen wetenschappelijke prijs, maar een eerbetoon aan personen die erin slagen meerdere kennisgebieden op excellente manier dienstbaar te maken aan maatschappelijke ontwikkelingen. De afgelopen jaren werd de Comeniusprijs achtereenvolgens toegekend aan Dr. Robbert Dijkgraaf (2012), Dr. Paul Schnabel (2013), Dr. Ir. Louise Fresco (2014) en Dr. Geert Mak (2015). In 2016 was  Herman van Rompuy laureaat. Nadat de Britse historicus professor Jonathan Irvine Israel in 2017 de prijs ontving, waren in 2018 en 2019 respectievelijk mr. Herman Tjeenk Willink en Mardjan Seighali (directeur UAF) laureaten. Tomáš Halík kreeg de prijs in 2020.
Op 15 november 2020 werd de 350ste sterfdag van Comenius herdacht. Op het hek van de Tsjechische ambassade te Den Haag werd een spandoek bevestigd met de Nederlandse vertaling van een citaat uit een van zijn werken: "Vooruitgang spruit niet voort uit instemming, maar uit twijfel". Ook het Comeniusmuseum in Naarden, het Onderwijsmuseum in Dordrecht en andere organisaties besteedden aandacht aan de herdenking.

## Werken
Comenius is beïnvloed door de Praagse rabbi Jehoeda Löw, de Italiaanse vrijdenker Giordano Bruno, de protestantse Johann Heinrich Alsted en Calvijn. Een van zijn bekendste werken is de Janua Linguarum Reserata (de geopende talenpoort), waarin voor het eerst onderwijs in talen, in het bijzonder het Latijn, met ander onderwijs verbonden wordt. Het werk is in twaalf Europese en enige Aziatische talen vertaald. De geïllustreerde versie van de Janua heet Orbis sensualium pictus (De wereld in beelden) en wordt wel als stamvader van alle kinderboeken beschouwd. Comenius zelf noemde het "een bondige samenvatting van de hele wereld en al het wezenlijke uit de hele taal". Het is de eerste encyclopedie voor kinderen, maar was vooral bedoeld om Latijn uit te leren.

### Selectie uit zijn 250 werken

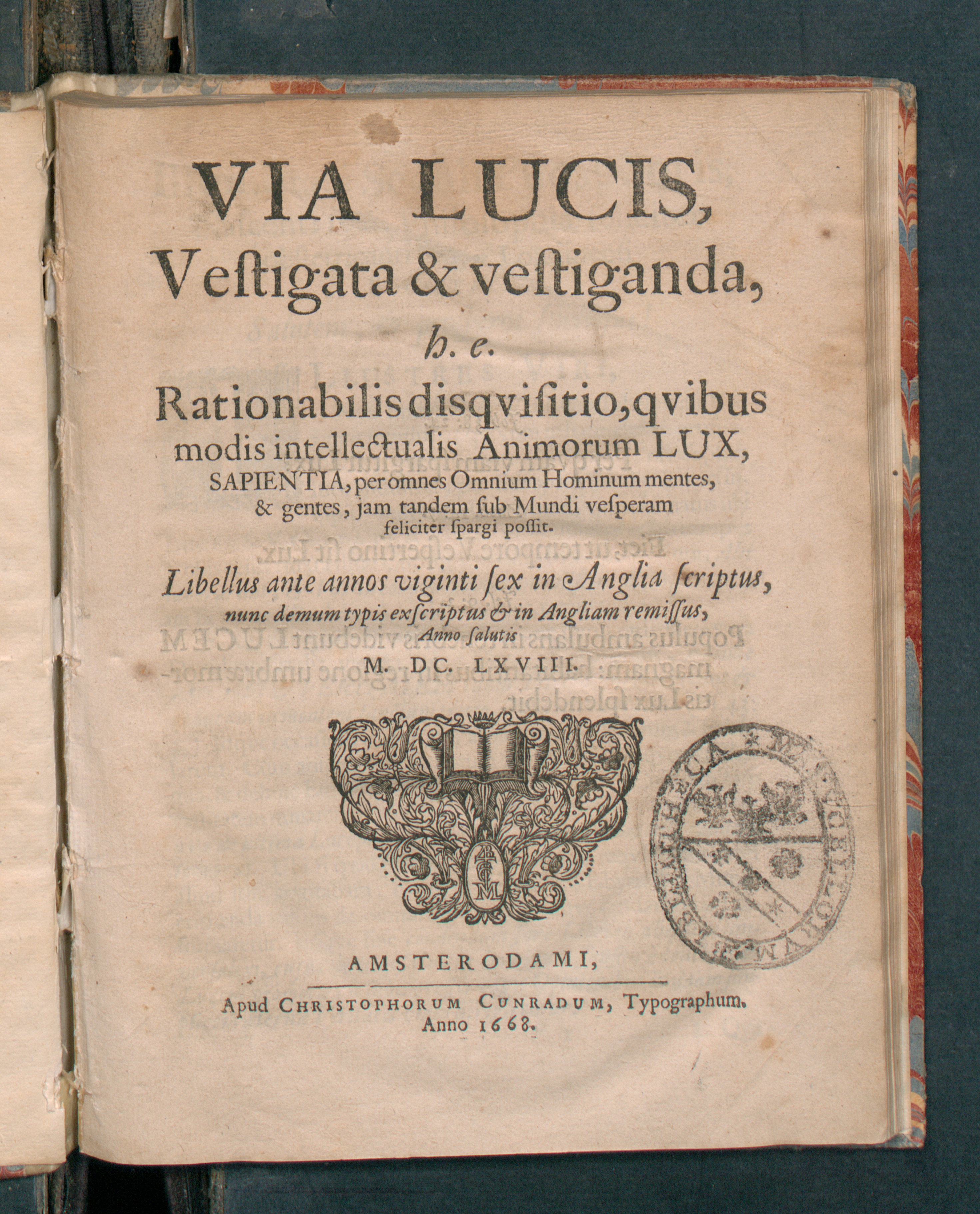
Via Lucis, 1668

- Problemata miscellanea, 1612 - un traité philosophique
- Grammaticae facilioris praecepta (Préceptes d'une Grammaire plus facile), 1616 - manuel de grammaire, aujourd’hui perdu
- Divadlo veškerenstva věcí (Théâtre de l'universalité des choses), 1616 - un projet incomplet en vue de la première encyclopédie tchèque
- Retuňk proti Antikristu a svodům jeho, 1617-18 - un manifeste contre le pape
- Listové do nebe, 1619 - une critique de l’injustice sociale
- O poezii české (De la poésie tchèque), 1620 - manuel de poésie tchèque
- Přemyšlování o dokonalosti (Réflexions sur la perfection), 1622 - une œuvre dédiée à sa femme
- Nedobytelný hrad jméno Hospodinovo, 1622
- Truchlivý (Triste), 1622-1651
- Labyrint světa a ráj srdce (Le labyrinthe du monde et le paradis du coeur), 1623-1631
- O sirobě, 1624
- Přes boží, 1624
- Centrum securitatis čili hlubina bezpečnosti, 1625
- Carte de Moravie, 1627, Amsterdam
- Česká didaktika (Didactique tchèque), 1627-1632 - œuvre pédagogique fondatrice
- Informatorium školy materské, 1630 - sur l’éducation des jeunes enfants dans des écoles maternelles
- Ianua linguarum reserata (La porte ouverte sur les langues), 1631 - manuel de latin
- Navržení krátké o obnově škol v království českém (Brèves propositions pour la réforme des écoles du Royaume de Bohême), 1632 - proposition de réforme du système scolaire de Bohême
- Haggaeus redivivus, 1632 - critique de l'oppression de la société et des Habsburg
- Pozoun milostivého léta, 1632 - exprime l'espoir d'un retour prochain en Bohème
- Vestibulum, 1633 - manuel de latin, plus accessible que Ianua linguarum reserata
- Physicae synopsis, 1633, Leipzig - manuel de physique
- Conatuum Comenianorum praeludia, 1637, Oxford
- Prodromus pansophiae (Prélude à la sagesse universelle), 1639, London
- Via lucis (La voie de la lumière), 1642 et 1668 - opinions sur l'éducation et le système scolaire
- Pansophiae diatyposis, 1643, Danzig
- Methodus linguarum novissima, 1649 - manuel de langues
- Historia persecutionum Ecclesiae Slavonicae, 1647 - demande aux Protestants européens d’aider les Tchèques
- Kšaft umírající matky, Jednoty bratrské, 1650 - déception du fait de la paix de Westphalie
- Rebita Laucus, 1650
- Independentia aeternarum confusionum origo, 1650
- Schola pansophica (L'école pansophique), 1651
- Sermo secretus Nathanis ad Davidem, 1651 - demande au prince hongrois Sigismund Rákóczi de combattre les Habsburg
- Gentis felicitas, 1659, Amsterdam - exhortation à combattre les Habsburg
- Schola ludus, 1654
- Panegyricus Carolo Gustavo (Panégyrique de Charles Gustave), 1655 - demande au roi de Suède de réformer la Pologne
- Opera didactica omnia (Oeuvres didactiques complètes) (1657) - un recueil de ses écrits pédagogiques
- Lux in tenebris (La lumière dans les ténèbres), 1657
- Orbis sensualium pictus, 1658, Nuremberg - imagier pour l'apprentissage du latin
- Kancionál, 1659 - un recueil de chants religieux
- Ecclesiae Slavonicae brevis historiola, 1660, Amsterdam - une histoire de l'Eglise slave
- De rerum humanarum emendatione consultatio catholica, 1662 - son œuvre la plus imposante, une œuvre philosophique divisée en 7 parties, dont 4 inachevées
- Lux e tenebris, 1665 - complète Lux in tenebris
- Clamores Eliae, 1665-1670 - idées sur l'amélioration du monde et la coopération internationale
- Angelus pacis (L'ange de la paix), 1667 - exhortation à la paix
- Unum necessarium, 1668 - une sorte de testament philosophique
- Continuatio admonitionis fraternae, 1669 - polémique

### Vertalingen in het Nederlands (selectie)
- Joh: Amos Comenii Eerste deel der school-geleertheyd, genoemt het portael: inhoudende de grondtveste der dingen ... toegeschickt ... en met veel beelden verlicht .... Amsterdelodami, typis Gabrielis de Roy, 1658. Met co-auteur Jacob Redinger
- Van den yver, sonder wetenschap en liefde. Een broederlijcke vermaening, aen den H. Samuel Maresius: tot vermindering des haets, ende vermeerderinge des gunste. t'Amsterdam, gedruckt by Broer en Jan Appelaer, 1669
- Den verrezen hondschen Diogenes, of Beknopte verhandeling van wijsheid. Rotterdam, Fransois van Hoogstraeten, 1672
- Wysgeerige en heekelende reizen, door de geheele wereld en door alle de standen der menschelyke bedryven. In 's Gravenhage, by Isaac du Mee en Zoon, 1788
- De engel des vredes, z.j., Kemink & Zoon
- Groote Onderwijsleer, 1911, W.J. & J. Brusse
- Het labyrint der wereld en Het paradijs des harten, Rozekruis Pers, ISBN 978-90-673-2003-0
- Het testament van de stervende moeder der broeder-uniteit, 1928, Evangelische Uitgeverij
- Het testament van de stervende moeder, de broedergemeente, 2020, Uitgeverij Damon, ISBN 978-94-6340-281-1
- Unum Necessarium. Het ene nodige, Rozekruis Pers, ISBN 978-90-701-9697-4
- Via Lucis, 1992, In de Pelikaan, ISBN 978-90-263-1196-3
- De Moederschool  2009  uitgave: Comeniusmuseum Naarden en het Nederlands Onderwijs museum.
- Allesomvattende onderwijsleer (Didactica Magna), hertaald en geannoteerd door H.E.S Woldring. Damon, 2019, ISBN  9789463401432

## Pedagogie
Zijn belangrijkste pedagogische werk is de Didactica magna (Grote onderwijsleer), dat tot vandaag als een belangrijke mijlpaal in de didactiek wordt gezien. Zijn pedagogiek heeft als middelpunt een christelijk humanistische levensbeschouwing. Hij verstaat onder pedagogiek de kunst om een ieder alles te kunnen aanleren. Didactiek omschrijft hij als de kunst van het onderwijzen. Mathetiek is voor hem de kunst van het leren.
Beginselen van zijn leermethode zijn:
- leren door iets te doen;
- hanteren van de moedertaal eerder dan een vreemde taal;
- leren met voorbeelden eerder dan met woorden (= de aanschouwelijke boven de mondelinge overdracht verkiezen).

## Varia
- Op het Valeriusplein in Amsterdam ligt een gedenksteen aan Comenius; het zou een voorde zijn van een standbeeld voor hem; het beeld kwam er nooit; wel kreeg hij een plaquette aan het Huis met de Hoofden en een filosofensteen.
- In het Comeniusproject van de Nederlandse overheid in de jaren 90 werden scholen van computers voorzien die aan bepaalde eisen moesten voldoen, de zogenoemde Comenius-pc. Het ging samen met een Teleac-cursus.[9][10]
- Er was van 2010 tot 2012 een Belgisch Comeniusproject, een zeslandenproject.[11]
- Het Europese Comeniusprogramma is een uitwisselingsprogramma van de Europese Gemeenschap voor kleuter-, basis- en middelbare scholen.[12]
- Bij het overlijden van het voormalig Tweede Kamerlid voor de PSP Bram van der Lek, plaatste de familie op 3 december 2013 een advertentie in Trouw onder een uitspraak van Comenius: "Een mens doden om een zaak te dienen, is geen zaak dienen, maar een mens doden."

## Vernoemingen
- In Capelle aan den IJssel, Hilversum, Leeuwarden, Naarden en Stadskanaal is een scholengemeenschap naar Comenius genoemd. In Amsterdam-Slotervaart staat het Comeniuslyceum. Te Den Haag, Den Helder, Zeist en Amsterdam zijn basisscholen genoemd naar de geleerde.
- in Koekelberg (België) is er een middelbare school, basisschool en sporthal genoemd naar de geleerde.
- Alkmaar, Amsterdam (Slotervaart), Hilversum, Naarden, Nijmegen, IJsselstein, Ede en Zeist hebben een straat die vernoemd is naar Comenius.
- Aan de Radboud Universiteit zijn twee gebouwen vernoemd naar Comenius. Dit zijn de tentamenzalen van de universiteit.
- Comenius Leergangen is een privé-instelling die zich naar de Tsjechische filosoof genoemd heeft.
- In Bastion Nieuw Molen in Naarden-Vesting is sinds begin 2019 een naar Comenius vernoemde brouwerij gevestigd.
- In de Tsjechische stad Přerov is het stedelijk museum naar Comenius vernoemd: Muzeum Komenského v Přerově.
- In de Slowaakse hoofdstad Bratislava is een universiteit naar Comenius vernoemd: Comeniusuniversiteit Bratislava.